# Ludwig zu Bentheim und Steinfurt
Ludwig Wilhelm Fürst zu Bentheim und Steinfurt (* 1. August 1812 in Burgsteinfurt; † 28. September 1890 ebenda) war ein deutscher Standesherr und hannoverscher sowie preußischer Generalleutnant. Seit 1866 war er 3. Fürst zu Bentheim und Steinfurt.

## Leben

### Herkunft
Ludwig zu Bentheim und Steinfurt war Angehöriger des 1817 in den Fürstenstand gehobenen Hochadelsgeschlechts Bentheim-Steinfurt. Seine Eltern waren Fürst Alexius zu Bentheim und Steinfurt (1781–1866) und Wilhelmine, geborene Prinzessin von Solms-Braunfels (1793–1865).

### Werdegang

#### Militärische Laufbahn
Er war ab 29. Juli 1844 Rittmeister à la suite des königlich hannoverschen Regiments Garde du Corps und stieg am 6. Dezember 1849 zum Major, am 27. Mai 1855 zum Oberstleutnant, am 20. Mai 1859 zum Oberst und schließlich am 27. Mai 1862 zum Generalmajor auf. Mit dem Charakter als Generalmajor von der Kavallerie wurde er bei den Offizieren à la suite der Preußischen Armee am 18. März 1867 angestellt. Am 11. Juni 1867 wurde ihm der Charakter als Generalleutnant verliehen.

#### Ziviler Verlauf
1866 trat Ludwig zu Bentheim und Steinfurt die Nachfolge seines Vaters als Chef des fürstlichen Hauses an. Er wurde im Folgejahr erbliches Mitglied des preußischen Herrenhauses, Mitglied der ersten hannoverschen Kammer und 1873 bis 1877 des westfälischen Provinziallandtags. 1873 bis 1877 ließ er sich im Provinziallandtag durch Karl von Basse vertreten. Er selbst hatte 1845 und 1851 seinen Vater im Provinziallandtag vertreten.
Ab 1875 war er auch Mitglied der württembergischen Kammer der Standesherren. Er erbte das Mandat seines 1873 verstorbenen kinderlosen Onkels, des Fürsten Ferdinand zu Solms-Braunfels. Fürst Ludwig erschien in der württembergischen Kammer jedoch nie persönlich. Ab 1884 ließ er sich in Stuttgart durch seinen Sohn Alexis zu Bentheim und Steinfurt vertreten.

### Familie
Bentheim-Steinfurt vermählte sich am 27. Juni 1839 mit Prinzessin Bertha von Hessen-Philippsthal-Barchfeld (1818–1888), älteste Tochter von Landgraf Karl von Hessen-Philippsthal-Barchfeld (1784–1854). Aus der Ehe gingen nachstehende Kinder hervor.
- Adelheid (1840–1880) ⚭ 1879 Landgraf Wilhelm von Hessen-Philippsthal-Barchfeld (1831–1890)
- Juliane (1842–1878) ⚭ 1873 Landgraf Wilhelm von Hessen-Philippsthal-Barchfeld (1831–1890)
- Marie (1843–1931) ⚭ 1867 Fürst Ludwig zu Sayn-Wittgenstein-Hohenstein (1831–1912)
- Alexis (1845–1919), Standesherr und preußischer Generalleutnant ⚭ 1881 Pauline zu Waldeck und Pyrmont (1855–1925)
- Karl (1848–1900)
- Georg Friedrich Reinhard (1851–1939) ⚭ 1889 Gertrud Marie Adolfine Porth (1866–1942)